# 地球戰場
《地球戰場》（英語：Battlefield Earth: A Saga of the Year 3000）是美國科幻作家兼山達基教（也稱：科學教）創辦人L·羅恩·賀伯特出版於1982年的一部科幻小說。賀柏特本人亦曾為親自這部小說創作了一張名為「Space Jazz」的專輯，這張專輯在1982年發行。後來該小說被改編為電影，於2000年上映，電影在商業上失利及被批評為有史以來最差的電影之一。

## 故事大綱
時間大約是西元3000年，地球上的人類已經瀕臨絕種。大約在一千年前，一個名為「塞庫洛」（Psychlo，音近英文的前綴「psycho-」心靈的）的外星種族入侵地球並消滅了大多數的人類。塞庫洛是個科技遠超越人類的種族，他們在很短的時間裡就控制了地球，並開始大肆開採地球的各種礦物。
在故事發生的年代，雖然各大洲上還是有人類的存在，卻已經非常稀少了。喬尼‧古得博伊‧泰勒（Jonnie Goodboy Tyler）是那時仍然殘存的一個部落的年輕人。他們住在落磯山脈一帶，人數不過約三十人，幾乎瀕臨滅亡。而特爾（Terl）是塞庫洛在地球上的保安總長（chief of security），他在無人探測機一次偵察任務中發現了一條當初塞庫洛人沒發現的黃金礦脈。特爾希望秘密地開採這些黃金，然後離開這個離塞庫洛帝國十分遙遠的落後星球。但是，那個礦脈的所在地區充滿了輻射，塞庫洛人沒辦法在那種環境下工作（他們的呼吸氣體受到輻射時會爆炸）。特爾知道在這個星球上有一種具有智慧的生物——人的存在。他抓到了來到丹佛的喬尼，並訓練喬尼操作各種採礦機械。不久，特爾又帶著喬尼到蘇格蘭捕捉了另外的83人。但是，他所不知道的是，喬尼利用特爾不懂英語這點，偷偷地與那些蘇格蘭人溝通，計劃著驅逐那些魔鬼似的塞庫洛人，使地球重新回到人的手中。
對特爾而言，這個計劃大體是相當順利的。他掌握了地球主管的貪污把柄，並利用這點安排自己數個月以後回到塞庫洛星（塞庫洛人的母星）。人類的採礦工作也持續進行。但同時，喬尼一行人也策劃著革命，他們秘密的蒐集了以前地球上留下來的武器，包括各種槍枝和具有摧毀星球能力的核彈。這些槍枝經過改進，在射擊塞庫洛人的時候能夠引爆他們的呼吸氣。他們也習得了塞庫洛飛機的駕駛方法，這對發動革命相當有助益。
特爾為了帶走黃金而謀害了數個塞庫洛人。依據塞庫洛人的規定，這些屍體應該要裝在鉛製棺材裡傳送回母星。特爾藉此把黃金鑄成假棺蓋，外表加以偽裝，準備帶回塞庫洛。喬尼則秘密的在裡面安放了核彈。到了那些棺材要送回去的日子，革命發動了。喬尼的夥伴們架著塞庫洛飛機攻取地球上的塞庫洛據點。棺材連同核彈被傳送回塞庫洛母星，摧毀了她。特爾負傷而被俘擄，地球上的塞庫洛人不久也被擊敗。
然而，故事並未在此結束，地球仍然受到各種威脅。除了一個位在非洲的隱密塞庫洛礦區以外，一群以托爾那普人（Tolnep）為首的外星人開始侵略地球。但喬尼最終成功抵禦了外敵，並靠著塞庫洛遠距傳物技術確立了宇宙的和平。

### 塞庫洛人
塞庫洛來自十六個宇宙的其中一個，他們是人形的外星人，高約九英呎，重達1000英磅，長滿毛髮。他們科技先進，尤其以遠距傳物技術著稱。靠這技術，他們可以向各地快速的輸送軍隊和武器，並幾乎征服了十六個宇宙，從各個星球開採礦藏。他們不以細胞為基礎的組成單位，而是病毒。因為腦內植入的某種物體，他們變得相當殘忍。而且，如果他們被逼著要洩漏塞庫洛帝國的重要機密時，這植入物會讓他們產生強烈的殺人衝動，導致自殺。
地球對塞庫洛人而言相當偏遠，而他們也幾乎沒有注意過這樣一顆星球。地球之所以被發現是因為塞庫洛人捕捉到地球向外太空派出的太空探測器（航海家號）。根據小說裡的描述，這探測器上繪有地球的位置和人的樣子（航海家金唱片），塞庫洛人藉此發現並入侵了地球。

## 出版歷史
《地球戰場》一開始命名為「人類，瀕臨絕種的物種」，在1982年由 St. Martin's Press 發行，不過之後的再版是由 Church of Scientology 出版公司旗下的 Bridge Publications 和 Galaxy Press 發行。本書以廉價小說時代的風格寫成（賀伯特在那個時候開始寫作他的生涯），而且相當地長篇巨著（英語版的精裝本超過750頁，平裝本超過1000頁）。這是賀伯特在1940年代的廉價小說時代以後第一本公開的科幻小說，本書被譽為賀伯特在一大段休耕期以後「重返」科幻界的作品。
原版精裝本的封面上有幅喬尼的像，不過不太符合書中對喬尼的描述。後來發行的平裝書修正了封面，最明顯的修改是喬尼有了鬍子。
《地球戰場》在2000年以新封面再度發行，這是為了配合電影版的上映。這個新版也以有聲書和電子書的形式發行。
根據 Nielsen BookScan，《地球戰場》在2001到2005年間售出了29000本。

## 評價
本書在文學界和讀者群間獲得不同的評價。例如，《經濟學人》認為本書是「一本笨拙的長篇巨著，寫得糟透了。」科幻雜誌《Analog》的湯瑪斯‧伊斯頓（Thomas Easton）評道「這是一本願望成真的幻想作品，由膚淺的虛假角色構成。」其他評論家抨擊本書馬虎的寫法，例如「以核子武器對邪惡的塞庫洛星球進行的難以言喻的笨拙攻擊最後讓它成了顆放射性的太陽。」《笨拙雜誌》挖苦地稱讚賀伯特「對邪惡衝動絕妙的了解，尤其是迂迴的行為。這對劇情很有幫助，而且他很了解他自己的缺點而不去寫關於愛情、慷慨和同情的東西。」
《The Magazine of Fantasy & Science Fiction》描述本書是一本「還可以的、節奏快的、時常令人驚艷的科幻冒險故事。」在2007年的福克斯新聞頻道，前美國總統候選人以及前麻州州長米特·羅姆尼說這本書是他最喜歡的小說。奇幻作家尼爾·蓋曼寫道：「因為這書實在是很划算的關係，我得推薦L·羅恩·賀伯特巨著的《地球戰場》——超過1000頁的刺激、洩密、險毒的外星人和高尚的人類。人類是瀕臨絕種的物種嗎？英俊勇敢的喬尼會從九呎高的塞庫洛人手中奪回地球嗎？一本向廉價小說致敬的作品，我無法放下手中的這本書。而且它只賣2.95英鎊。」
Frederik Pohl承認：「雖然《地球戰場》很厚，我還是一口氣讀完了這本書......我被這本書吸引住了。」Kevin J. Anderson說道：「《地球戰場》就像是一場12小時的《法櫃奇兵》馬拉松，絕不停下腳步而且節奏很快。每個章節都有一個最棒的冒險。」《出版者周刊》寫道：「這本書裡甚麼都有：懸疑、感染力、政治、戰爭、幽默、外交和銀河間的經濟活動......」科幻小說作家范·沃格特說：「美妙的冒險......絕棒的角色......一本傑作」，但他之後承認他其實沒有讀這本書，因為太厚了。
此外，本書亦入選讀者票選的20世紀百大英文小說，获得第3名。

### 山達基教會的角色
《地球戰場》發行後不久就登上了《紐約時報》暢銷書排行榜的榜首，同時也登上《洛杉磯時報》、《時代》雜誌、合众国际社、美聯社、B. Dalton書店和Waldenbooks書店等統計的暢銷書排行榜的第一位。據賀伯特的文學代理商Author Services Inc.稱，到1983年6月，該書已售出15萬冊，收入達150萬美元。
不久之後出現報道，山達基教會先前爲此發起了一場購書活動，以確保這本書能夠出現在暢銷書排行榜上。根據報道，教會代表向出版商承諾，教會子公司將購買一定數量的書籍。作者兼記者拉塞爾·米勒引用了五萬本精裝本這一數字。
據報道，山達基當地教會和山達基人也被敦促購買這本書。包括Waldenbooks在內的連鎖書店引用了山達基教徒反覆走進商店並一次性購買一大堆書的例子。幾家書店均報告說，他們發現當書到達時，甚至在從運輸箱中打開包裝之前，上面就已經貼有了商店自己的價格標籤，這表明這些書籍曾被回收。據米勒稱，美國各地的山達基教徒都被指示出去每人至少購買兩到三本。 當時在山達基教會檔案室工作的格里·阿姆斯壯（Gerry Armstrong）表示，「一位名叫埃莉·博爾格（Ellie Bolger）的富有的山達基教徒顯然向該組織支付了巨額資金，然後他們將這些錢支付給了工作人員去B. Dalton或其他地方買這本書」。 《紐約時報》報道稱，「兩個山達基教會組織直接從出版商處以折扣價購買了總計30,000份《戰場地球》，顯然是為了出售或贈送給現有或潛在的山達基成員」。書商告訴該報，他們看到了非比尋常的購買模式，其中有人一次性購買多達800冊。有人提議稱，“教會成員可能在嘗試為自己重金購買出一本暢銷書的位次，以獲得其後更多的平裝書或電影銷售業績，因爲這兩者往往取決於一本書精裝本是否首先能夠成為暢銷書”。 報告發布的兩個月後，Author Services Inc. 宣布已將《地球戰地》的電影改編版權出售給洛杉磯的一家製作公司，儘管這部電影又花了16年的時間製作。

## 改編電影
自從本書出版以後，山達基人兼科幻迷約翰·屈伏塔就想要賀伯特的這本巨著被搬上大螢幕，拍成上下兩集電影，而由他自己扮演喬尼和擔任製片。電影原本計劃要在1983年上映，但由於高升的成本和難以找到願意拍的電影公司，這份計劃被取消了。最終，在2000年 Franchise Pictures 公司拍攝了同名電影，由羅傑‧克里斯汀（Roger Christian）擔任導演，約翰·屈伏塔飾特爾（他覺得自己太老，不能演主角了），巴里·佩珀（Barry Pepper）飾喬尼，科華士·韋德加飾科爾（Ker）。
這部電影幾乎一面倒地收到負面評價，票房也頗差。由於口耳相傳的評論和網路上的口碑都不好，電影很快就下片了。電影的每個面向幾乎都受了批評，屈伏塔過度誇張的演出、過度運用斜視鏡頭、陳腐的對話、以及一些劇情的不連貫都被批評。續集雖然計劃要在2002年上映，卻從沒有開拍。Franchise公司不久就被控告，然後在被踢爆浮報預算以後就破產了。

## 外部連結
- 《地球戰場》的官方網站（页面存档备份，存于） (Galaxy Press)
- The Writing of Battlefield Earth（页面存档备份，存于） (lronhubbard.org)